# 夏迪班克斯 (印第安納州)
夏迪班克斯（英語：Shady Banks）是位於美國印地安納州科西阿斯科縣的一個非建制地區。該地的面積和人口皆未知。